# Szyrokowo (rejon furmanowski)
Szyrokowo (ros. Широково) – wieś (sieło) w Rosji, w obwodzie iwanowskim, w rejonie furmanowskim. W 2010 liczyła 163 mieszkańców.